# Rruga shtetërore SH85
Die Rruga shtetërore SH85 (albanisch für Staatsstraße SH85) ist eine Nationalstraße in Albanien von rund acht Kilometern Länge. Sie dient als Umfahrung der südlichen Vororte von Durrës (insbesondere den Badeort Durrës Plazh) und ist ein wichtiges Verbindungselement auf der Nord-Süd-Achse zwischen der Autobahn Durrës–Tirana (SH2) und der Autobahn SH4 als Autobahn in den Süden. 

## Ausbau
Eine Umfahrungsstraße für den Schwerverkehr auf dieser Route bestand schon zu kommunistischen Zeiten. Im Mai 2001 wurde die Überführung in Plepa dem Verkehr übergeben. Das Projekt stand im Zusammenhang mit dem Ausbau des Paneuropäischen Verkehrskorridors VIII.

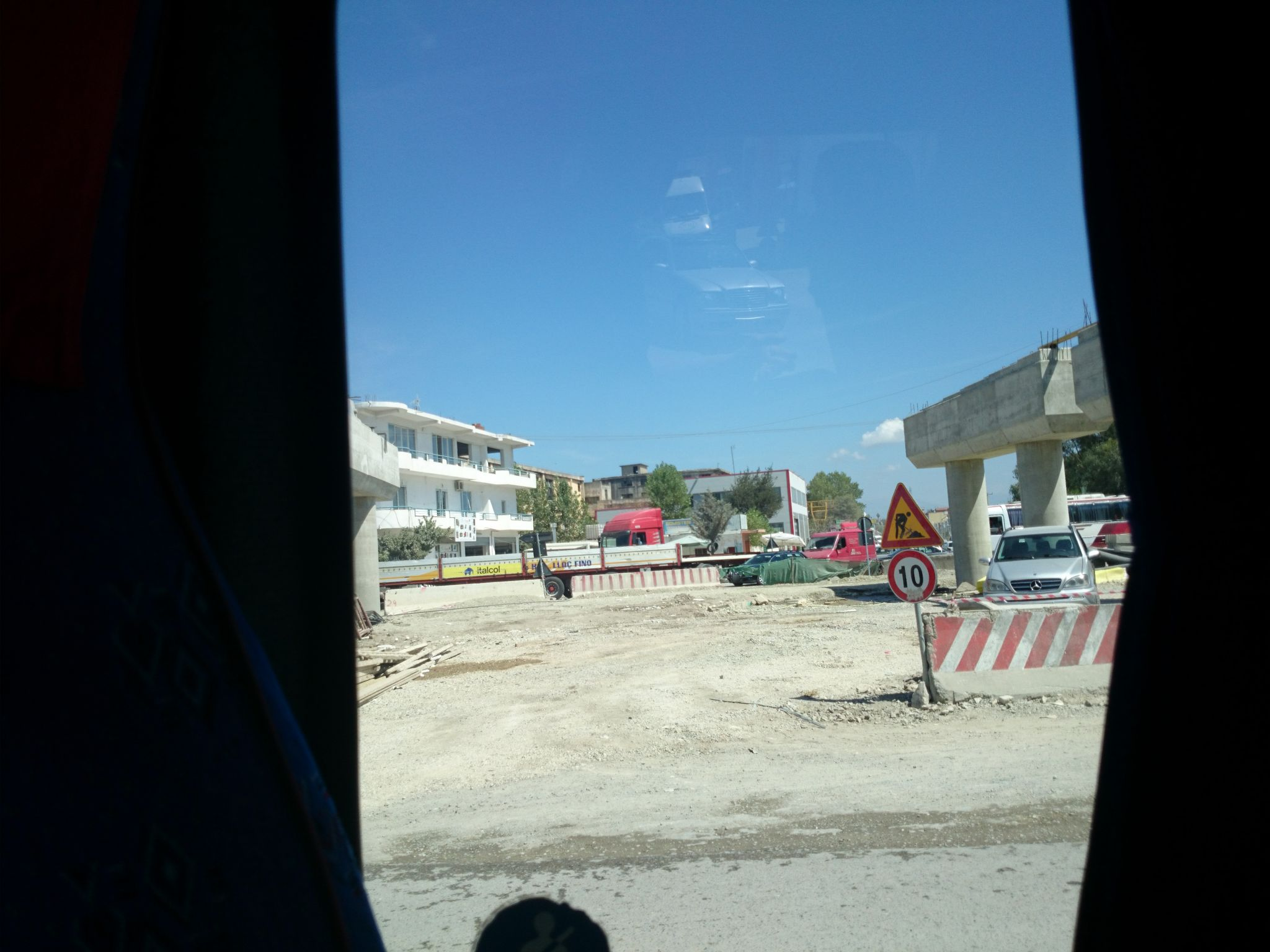
Bsau der Überführung in Shkozet 2014

Die  Straße wurde um das Jahr 2015 zur vierspurigen Hauptverkehrsachse ausgebaut. Die 2015 eröffnete Überführung in Shkozet wurde 2019 beim Erdbeben beschädigt.
Die SH85 ist mehrheitlich richtungsgetrennt und zweispurig, aber ohne Standstreifen. Es gibt zwei Kreuzungen mit Lichtsignal. Über die ganze Strecke münden kleine Seitenstraßen und Zufahrten zu Grundstücken in die Nationalstraße.

## Streckenverlauf
Die SH85 führt etwas im Hinterland parallel zur Bucht von Durrës durch fast durchgehend bewohntes Gebiet am Stadtrand von Durrës. Sie ermöglicht dadurch, den Durchgangsverkehr an Durrës vorbei zu leiten.
Die SH85 beginnt nördlich von Shkozet, einem östlichen Vorort von Durrës, an der Umfahrungsstraße Unaza im Niemandsland. Sie führt nach Süden und über die SH2, der zur Autobahn ausgebauten Hauptverbindungsstrecke Tirana–Durrës, die auch den ganzen Verkehr von Nordalbanien nach Südalbanien aufnimmt.
Im Zentrum von Shkozet überquert die SH85 die von Durrës noch Shijak führende SH84. Durch Industriegebiete hindurch macht die Straße einen kleinen Schwenker nach Osten. Die Gleise der Bahnstrecke Durrës–Tirana werden mittels Brücke über die Straße geführt. Die Straße führt parallel zu Durrës-Plazh nach Süden, langsam an Nähe zum Ufer der Bucht von Durrës gewinnend.
Beim Dorf Arapaj gibt es zwei Lichtsignale, die ein Abbiegen auf die andere Straßenseite ermöglichen. Entlang eines Entwässerungskanals führt die Straße weiter nach Süden und nähert sich Plepa, einer Kreuzung am südlichen Stadtrand von Durrës. Von Plepa aus führen die zur richtungsgetrennten, mehrspurigen Autobahn ausgebaute Autobahn SH4 via Kavaja nach Südalbanien und die Landstraße Autobahn SH56 nach Tirana.  

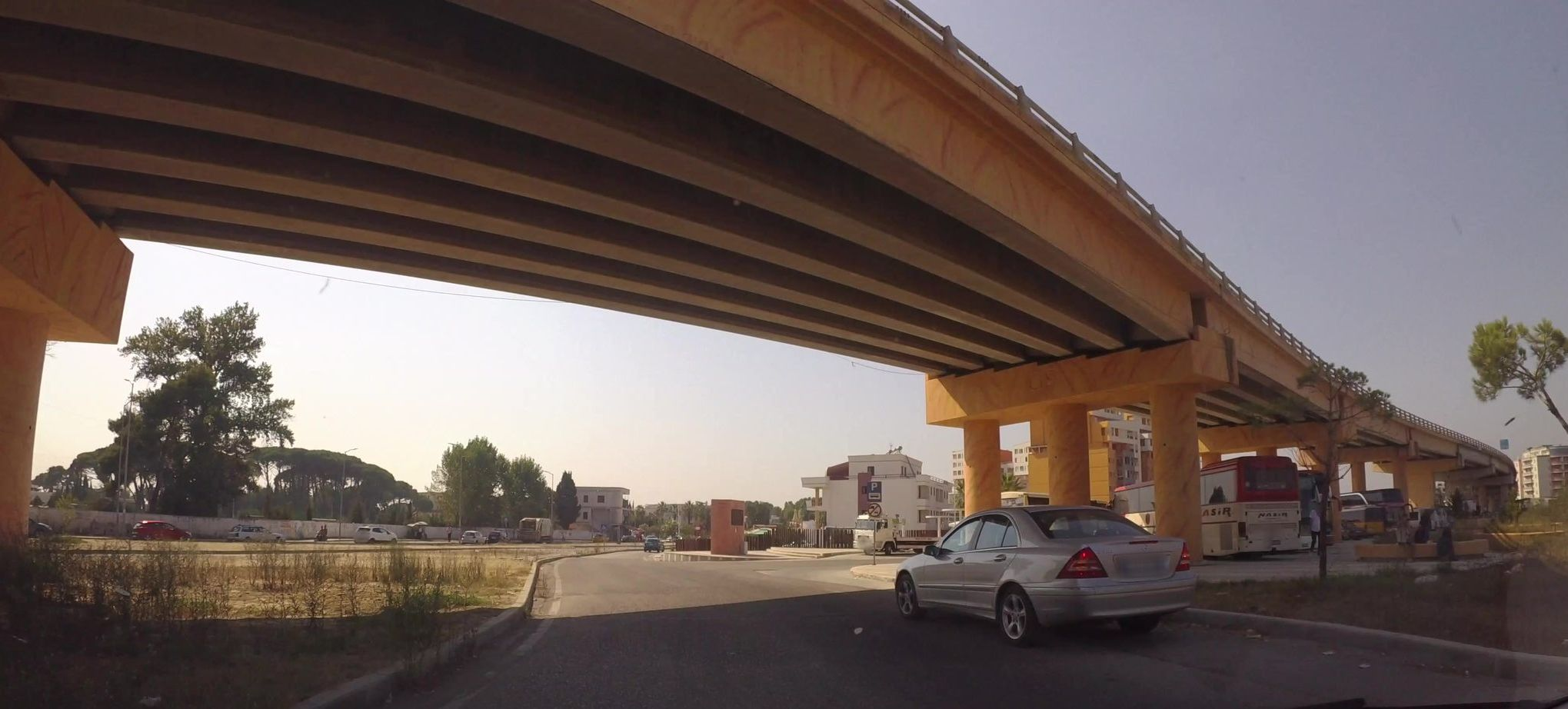
Überführung Plepa

Die SH85 überquert kurz vor ihrem Ende die Bahnstrecke Durrës–Peqin auf einer leicht s-förmigen, 400 Meter langen Brücke. Unterhalb der Brücke befindet sich zudem der Bahnübergang der SH56 und der Busbahnhof Plepa für Überlandbusse. Nördlich der Brücke existieren eine Abfahrt von der südwärtsführenden Fahrbahn und eine Ab- und Einfahrt der nordwärtsführenden Fahrbahn. 
Südlich der Brücke von Plepa geht die S85 in die SH4 über, die mittels Ein- und Abfahrt mit dem Kreisverkehr in Plepa verbunden ist. Die Abfahrt von der SH4 nach Norden wird dabei unter der Brücke nach Westen hindurchgeführt.